# 直葬
直葬（ちょくそう/じきそう）とは、遺体を火葬してお骨にすること。葬送の1種とされる。葬祭業者によっては火葬式（かそうしき）と呼んでいるところもある。

## 概要
通夜や葬儀・告別式を行わずに、遺体安置場所である病院または自宅から直接火葬場へ向かって遺体の火葬を行うこと。諸説あるが、「直」接火「葬」を省略して直葬とされている。
亡くなった場所からの搬送、納棺、安置、死亡診断書の提出と火葬埋葬許可書の取得、そして火葬といった最低限のことだけを行う。
葬祭場を使用しての葬儀や、仏式の葬儀、神葬祭を行うよりは、費用はかからないとされている。
なお、後に葬祭場で大規模な通夜・葬儀を行う前に火葬を行うことは密葬と言う。

### 背景・割合
20世紀の日本では、身寄りのない人が死亡した時などに行われていた。
2005年からの長期経済不況による葬儀費用の高負担感や、高齢化に伴う会葬者の減少、核家族化、高学歴化、都市化、左翼思想等に伴う個人主義の増長等により、直葬を選択する事例が、身寄りのない人以外の時にも見られるようになった。
日本の葬送における直葬の割合については、2019年時点では全国で10%、都市部に関しては、
二村祐輔（葬祭アカデミー代表）は「2009年時点では都市部では2～3割が直葬」と述べ、佐藤信顕（葬祭系YouTuber）は「（東京では）どうやっても3割には届かない比率を30年ぐらい横ばい」と述べている。

## 注意点
- 「墓地、埋葬等に関する法律」第3条により、亡くなって24時間以内の火葬はできない。従って、最低でも24時間は火葬の実施を待つ必要がある。
- 菩提寺の境内にお墓がある故人の場合、直葬してお骨にしただけでは葬儀を行っていることにはならないため[6]、墓地利用契約、墓地使用管理規定、典礼権等により、境内墓地に埋葬が出来ないので、埋葬の前に本堂や客殿で授戒や引導の儀式（本堂骨葬式、埋葬式）を行う必要が出て来るケースがある。
- 通夜、葬儀を省くことにより、故人との別れの時間が少なくなることから、遺族が心の整理をつけられなくなるケースもある[4]。葬儀社によっては、遺体の保管場所やスケジュールの関係から、火葬の直前まで納棺された遺体に遺族が面会できないケースも発生している。
- 自ら喪主として直葬を選んだにも関わらず、「四十九日はどうすればいいですか？」と葬儀業者に尋ね、葬儀業者が困惑するケースも見られる。